# Druelle
Druelle ist eine ehemalige französische Gemeinde mit zuletzt 2.512 Einwohnern (Stand: 1. Januar 2017) im Département Aveyron in der Region Okzitanien. Sie gehörte zum Arrondissement Rodez und zum Kanton Vallon. Die Einwohner werden Olempiens genannt.

## Geografie
Druelle zwischen Toulouse und Lyon am rechten, dem nördlichen Ufer des Flusses Aveyron.
Umgeben wurde die Gemeinde Druelle von den Nachbargemeinden Balsac im Norden und Nordwesten, Onet-le-Château im Norden und Nordosten, Rodez im Osten, Olemps im Osten und Südosten, Luc-la-Primaube im Süden und Südosten, Baraqueville im Süden und Südwesten, Moyrazès im Westen und Südwesten sowie Clairvaux-d’Aveyron im Westen und Nordwesten.

## Geschichte
Die Gemeinde wurde 1837 geschaffen.
Zum 1. Januar 2017 wurde die Gemeinde mit der Nachbarkommune Balsac zur neuen Gemeinde Druelle Balsac zusammengelegt.

### Bevölkerungsentwicklung der ehemaligen Gemeinde
| Jahr      | 1962  | 1968 | 1975 | 1982  | 1990  | 1999  | 2006  | 2012  | 2017  |
| Einwohner | 1.026 | 905  | 958  | 1.221 | 1.420 | 1.685 | 1.906 | 2.019 | 2.512 |

## Sehenswürdigkeiten

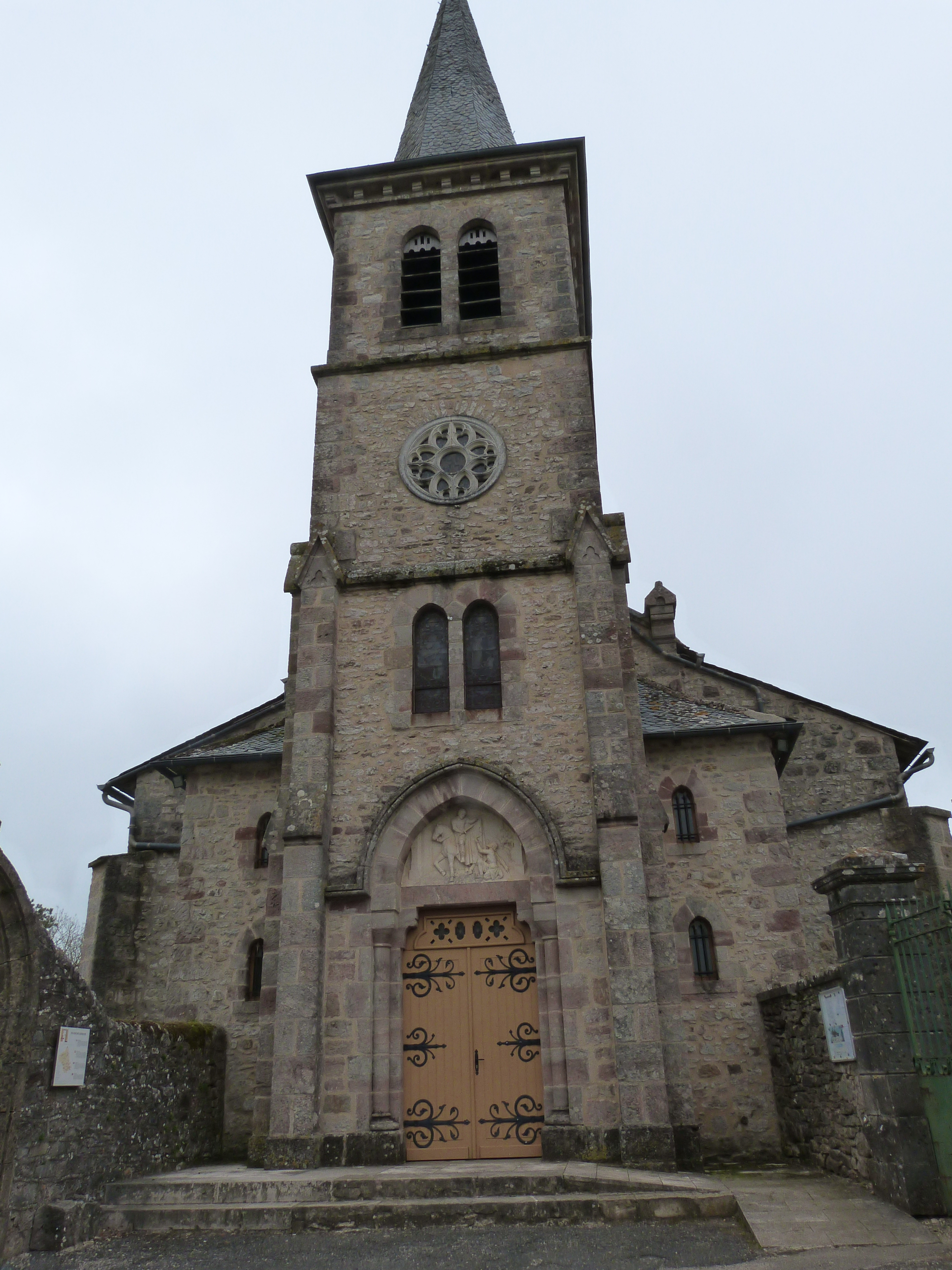
Kirche Saint-Martin-de-Limouze

- Kirche Saint-Martin-de-Limouze
- Schloss Ampiac
- Mühlen am Aveyron

## Persönlichkeiten
- Émilie de Rodat (1787–1852), Ordensschwester, 1950 heiliggesprochen